# Bataille de Mejicanos
Guerre d'indépendance du Salvador
La bataille de Mejicanos est livrée le 7 février 1823 à Mejicanos près de San Salvador, pendant la guerre qui oppose le Premier Empire mexicain aux républicains salvadoriens, partisans de l'indépendance du pays et de sa séparation d'avec le Mexique. Les forces impériales, composées en grande partie de soldats guatémaltèques encadrés par des officiers mexicains, remportent la victoire. Cependant, à la chute de l'empereur Augustin Ier du Mexique survenue au mois de mars suivant, les troupes mexicaines se retirent du pays tandis que sont créées les Provinces unies d'Amérique centrale qui fédèrent pendant quelques années les états de la région.

## Sources
- (en) Philip F. Flemion, Historical Dictionary of El Salvador, The Scarecrow Press, Inc., Metuchen, N.J. & London, 1972